# Río Araçá
El río Araçá es un río amazónico, uno de los afluentes del río Negro, que  discurre íntegramente por el estado de Amazonas. Su longitud es de 390 km.

## Geografía
El río Araça nace en la parte norte del estado de Amazonas, en la sierra de Tapirapeco, casi en la frontera con Venezuela. Las fuentes del río están dentro del Parque Indígena Yanomami. El río discurre primero en dirección suroeste, para, tras unos 50 km, girar y emprender rumbo sureste hasta su desembocadura. Al poco de salir del parque está la cachoeira dos Indios y el río sigue descendiendo sin encontrar en todo su curso ningún asentamiento de importancia. 
Ya en la parte baja, recibe  por la derecha el río Curruduri y a partir de aquí el río entra en una zona muy llana, describiendo muchísimos meandros. En este tramo está la localidad de Boavista, pasada la cual, recibe por la izquierda el río Demini, casi más importante y más largo que el propio Araçá (en algunos atlas se considera de hecho el río Araçá un afluente del río Domini). En el tramo final el Araça pasa frente a la localidad de Bacabal y desemboca finalmente en el río Negro, por la margen izquierda, casi frente a la boca del río Cuiuni, en el tramo comprendido entre las ciudades de Santana y Barcelos.
La región está habitada por las tribus surara y Pakida.